# Oranje mosbekertje
Het oranje mosbekertje (Neottiella rutilans) is een schimmel behorend tot de familie Pyronemataceae. Deze Europese soort verschijnt in de herfst en winter als heldere geeloranje schijven tussen mos op zandgronden op heide en drogere heide. Het komt voor bij Polytrichum juniperinum, Polytrichastrum longisetum, Oligotrichum hercynicum. Het komt vooral voor langs de hele kust met name op plekken waar het zand kalkarm of deels ontkalkt is. Net als andere bekerschimmels is het hymenium (het sporenproducerende oppervlak) naar boven gericht zodat de sporen er niet uit kunnen vallen. In plaats daarvan worden de sporen uitgeworpen wanneer de schimmel wordt verstoord; als het kopje een harde tik krijgt als het volgroeid is, stijgt een wolk van sporen op in een dunne nevel.

## Kenmerken
Deze bekerzwam heeft een ondiepe, wat ongelijke beker en een korte steel. De diameter is 3 tot 12 mm. Het bovenoppervlak is geel, vaak rood-oranje getint, en de onderkant is bedekt met een dichte vervilting van witte haren. In het begin is het komvormig en later wordt het vlak. 
De ascus is achtsporig en de sporen liggen in een rij (uniseriate).  De ascosporen hebben een sporenornamentatie die bestaat uit vaak onderbroken ribbels die een vaak onvolledig reticulum vormen. In uitzonderlijke gevallen kunnen de ribbels worden gereduceerd tot geïsoleerde wratten. De sporen zijn ellipsoïde en meten (18-)20-26(-30) × (11-)12-15 µm.
In het verleden is het vaak verward met het wratsporig mosbekertje (Neottiella rutilans).

## Verspreiding
Het oranje mosbekertje komt met name voor in Europa. Sporadisch wordt het ook gevonden in Noord-Amerika en Azië (Rusland, Japan). In Nederland komt het vrij algemeen voor. Het staat op de rode lijst in de categorie 'Kwetsbaar' . 

## Foto's

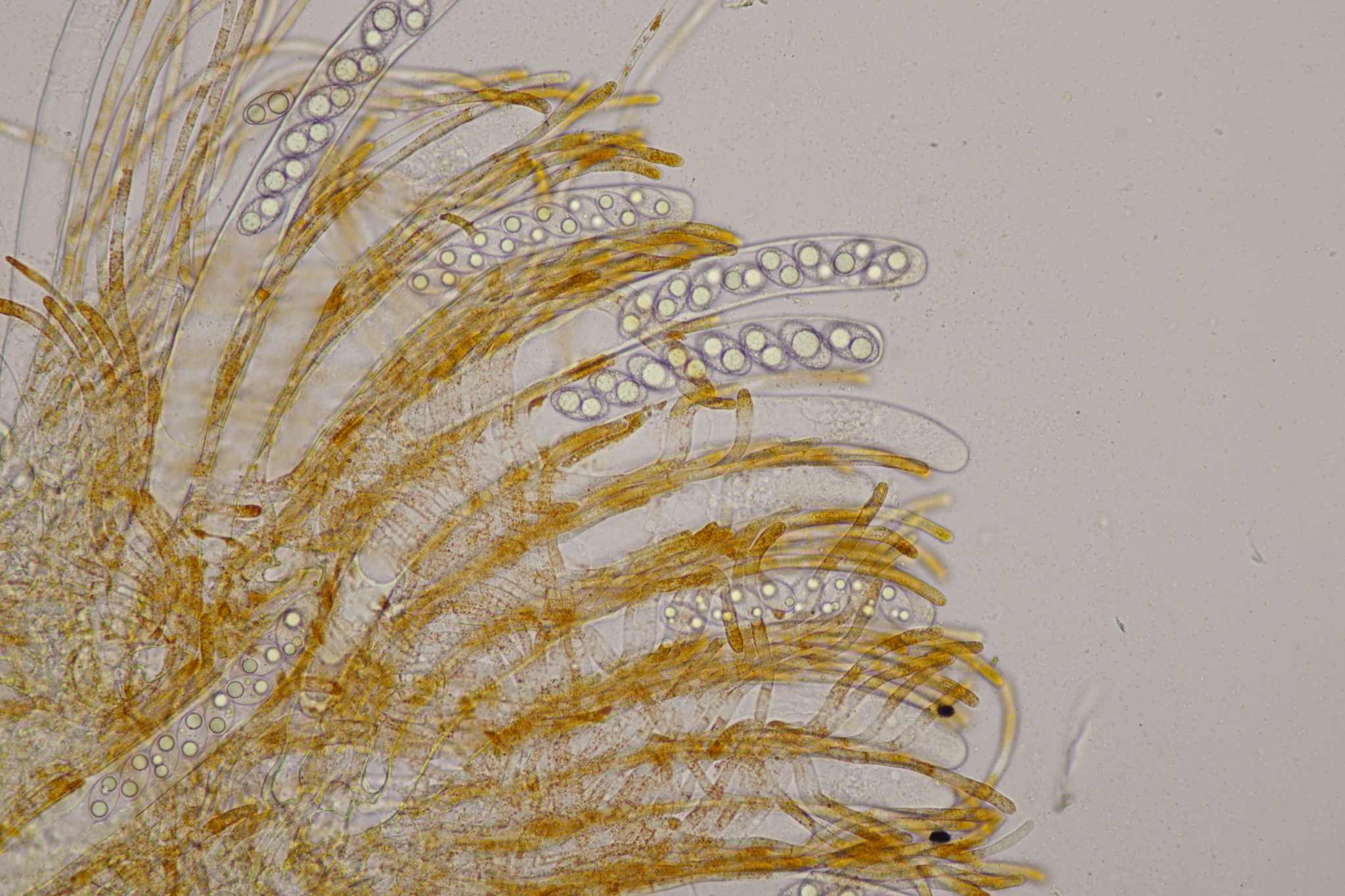
Asci (doorzichtig) en parafysen (geel)
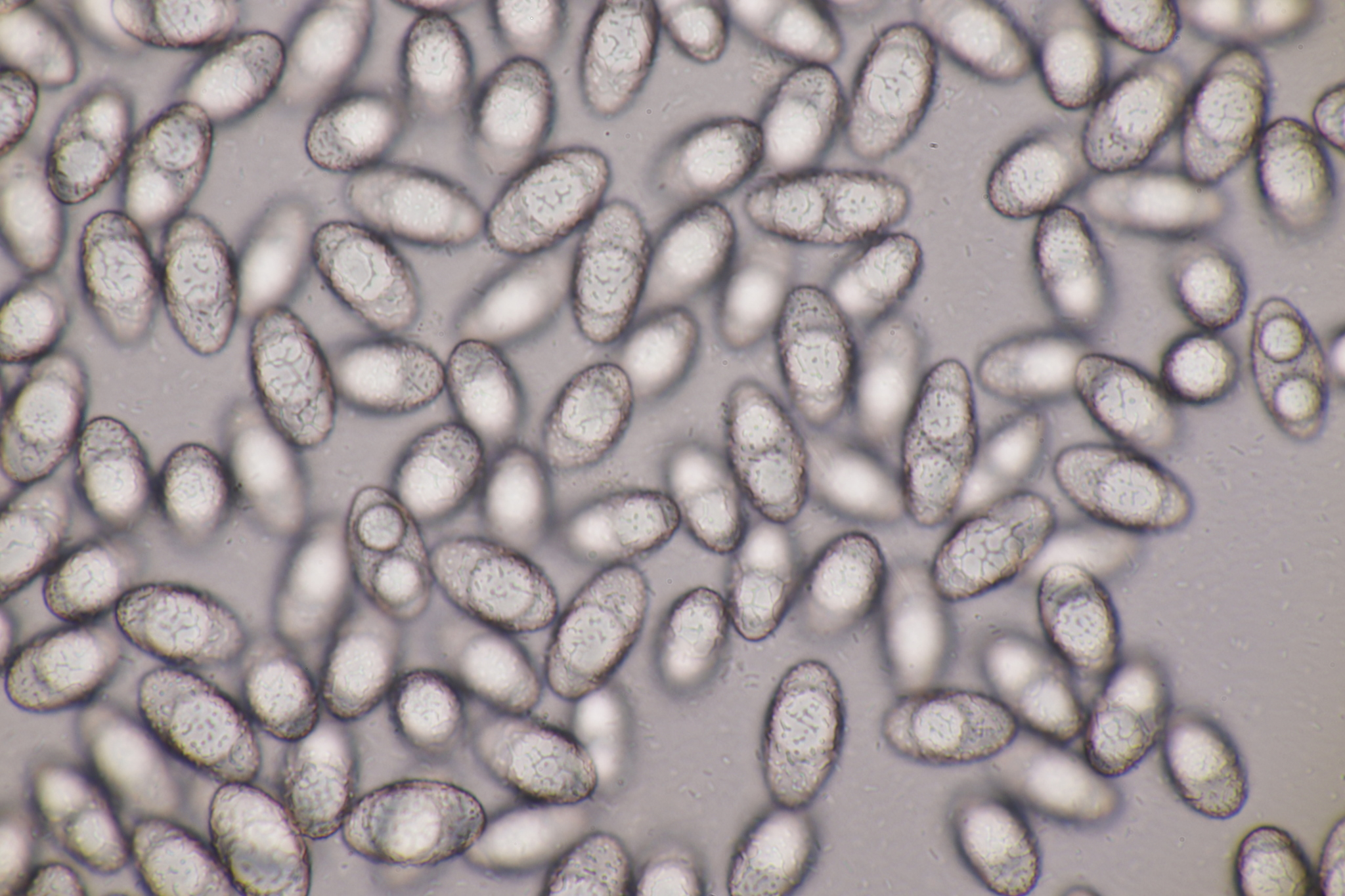
Ascosporen
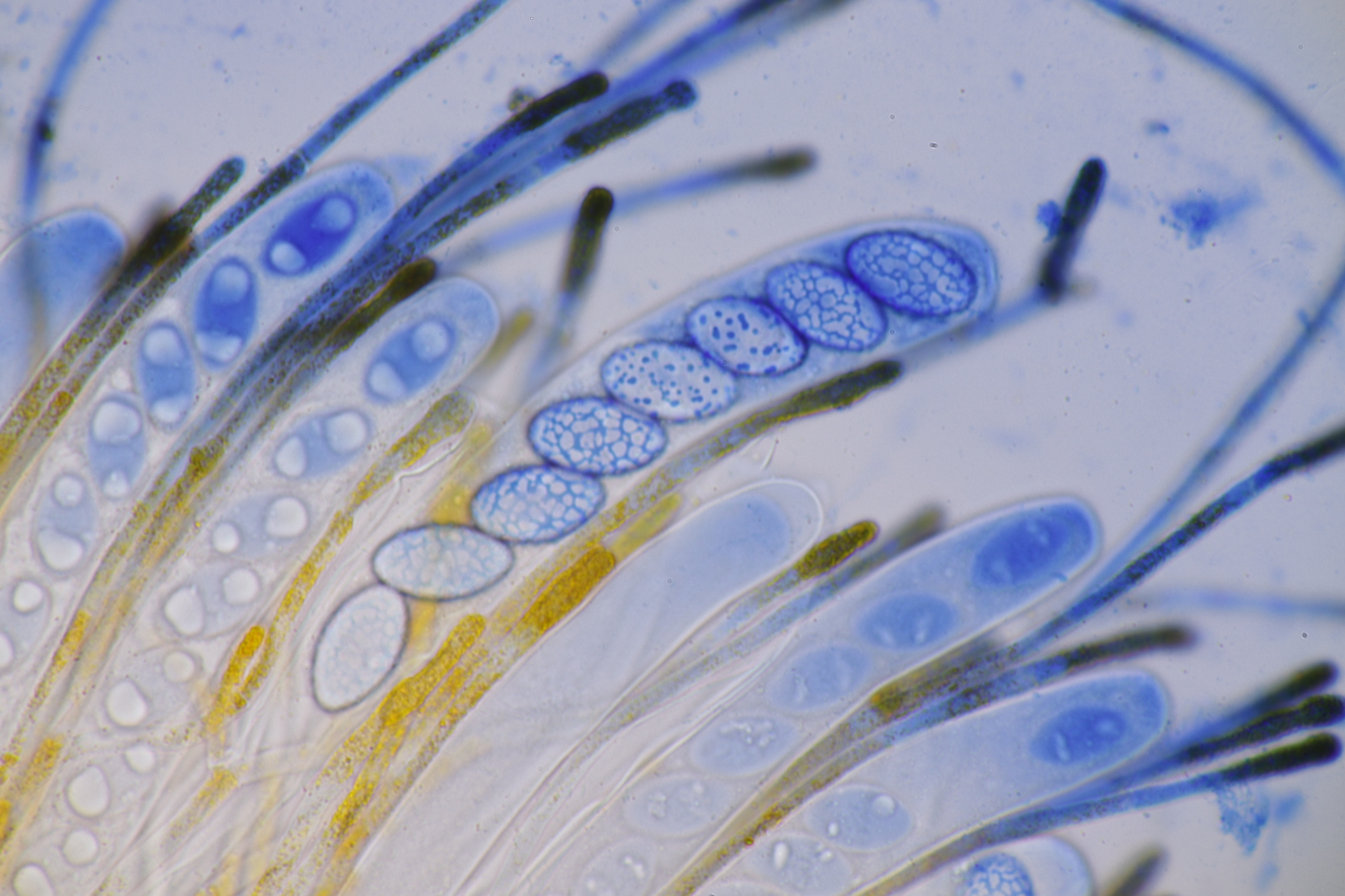
Sporen in methylblauw met parafysen